# Anatole France
Anatole France, właśc. Jacques-Anatole-François Thibault (ur. 16 kwietnia 1844 w Paryżu, zm. 12 października 1924 w Saint-Cyr-sur-Loire) – poeta, powieściopisarz i krytyk francuski. Zapalony bibliofil i historyk, przedstawiciel postawy racjonalistycznej oraz sceptycznej. Przez jemu współczesnych porównywany do Voltaire’a i Jean Baptiste Racine’a.
Jako poeta – przedstawiciel parnasizmu. Autor licznych powieści satyryczno-heroikomicznych wzorowanych na XVII-wiecznych powiastkach filozoficznych i libertyńskich. W swojej twórczości, zarówno literackiej, jak i eseistycznej, głośno krytykował konwenanse religijno-obyczajowo-społeczne we Francji przełomu XIX i XX wieku. Laureat Literackiej Nagrody Nobla za rok 1921. Z uzasadnienia komisji noblowskiej otrzymał ją za błyskotliwe osiągnięcia literackie wyróżniające się wykwintnością stylu, głębokim humanizmem i prawdziwie galijskim temperamentem. Jeden z członków jury, Erik Axel Karlfeldt, okrzyknął go ostatnim wielkim klasykiem naszych czasów, a być może nawet ostatnim Europejczykiem.
Przez Josepha Conrada nazwany „księciem prozy” (jego twórczość scharakteryzował jako „najsprawiedliwszą i najbardziej godną uwagi”). Humanizm France’a wywarł również wpływ na takich pisarzy jak: Marcel Proust, Tomasz Mann, Aldous Huxley, Jean-Paul Sartre czy André Gide.

## Życie
Anatole France w młodości czytał wiele dzieł literatury starożytnej, pracując jako bibliotekarz, krytyk literacki i lektor rękopisów. Uzyskał w ten sposób olbrzymią wiedzę (literatura, historia literatury, historia powszechna) i wykorzystywał ją w swych dziełach. Był bibliofilem uznającym poglądy Woltera. W okresie sprawy Dreyfusa zaangażował się w jego obronę (słynny list otwarty Emila Zoli J’Accuse…!) i m.in. z tego powodu zaczęto go łączyć z francuską lewicą. Od 1896 r. był członkiem Akademii Francuskiej. Pod koniec życia wstąpił do Francuskiej Partii Komunistycznej.

## Twórczość
Początkowo pisał wiersze utrzymane w duchu parnasizmu i klasycyzmu, w 1873 wydając tomik poezji Les Poèmes dorés, jednak bez większego powodzenia.
Pierwszy sukces osiągnął powieścią „Le Crime de Sylvestre Bonnard” (1881, pol. „Zbrodnia Sylwestra Bonnard”). Pisał głównie powieści, jak Thaïs (1890), „La Rôtisserie de la reine Pédauque” (1893) „Gospoda pod Królową Gęsią Nóżką” na tle XVIII wieku – jedno z jego arcydzieł i jego uzupełnienie „Les opinions de M. Jérôme Coignard” (1893) „Poglądy księdza Hieronima Coignard”, współczesną powieść psychologiczno-obyczajową „Le Lys rouge” (1894), satyryczną „Histoire contemporaine” (1897-1900) – 4 tomowy pełen dowcipu obraz trzeciej republiki, ironizującą całą historię Francji: „L'Île des Pingouins” (1908) „Wyspa pingwinów”, rozgrywającą się w realiach Wielkiej rewolucji francuskiej „Les dieux ont soif” (1912) Bogowie łakną krwi, „La Révolte des Anges” (1913) „Bunt aniołów” i inne. Nadto nowele i opowiadania, jak „Balthasar” (1889), „L'Étui de nacre” (1892), „Crainquebille” (1903), „Les sept femmes de Barbe-Bleue” (1909) i i. Autobiograficzne: „Le livre de mon ami” (1885), „Le petit Pierre” (1918), i „La vie en fleur” (1922), historyczna „Vie de Jeanne d’Arc” (1908, 2 tomy), czy aforystyczno-filozoficzny „Le Jardin d'Épicure” (1895). Felietony zebrane w „La vie littéraire” (1888-1892, 4 tomy) i w „Opinions sociales” (1902, 2. tomy). Świetne szkice z literatury francuskiej: „Le Génie latin” (1917).

### Ocena twórczości
Anatole France miał wielu wrogów ze względu na swój sceptycyzm, socjalizm i pacyfizm. Powszechnie jest uznany za jednego z mistrzów francuskiej prozy. Wydanie zbiorowe ukazywało się od roku 1925. Literatura o Anatolu France jest bardzo obfita, istnieje sporo pozycji (przeważnie jednak drobnych) także w j. polskim.
W swych utworach przedstawiał problematykę społeczną, związaną z polityką religią i filozofią.
Początkowo głównym środkiem wyrazu była u niego inteligentna i wyrafinowana satyra, którą posługiwał się w celu krytyki życia, a postawą pogodny i ironiczny sceptycyzm, ukrywający głęboki humanizm.
Pod koniec dziewiętnastego wieku w twórczości France’a zaobserwować można radykalizm skierowany ku ideologii socjalizmu. Wyznając poglądy socjalistyczne, wstąpił do Francuskiej Partii Komunistycznej.
Jako tło swoich utworów często wybierał historię: początki chrześcijaństwa, rewolucję francuską i czasy współczesne.
W swojej oryginalnej twórczości wykorzystywał motywy baśniowe, groteskowe i satyryczne dla ukazania śmiesznostek dotychczasowych schematów i ludzkich zachowań. Tak było m.in. w powieści Bunt aniołów, w której zrewoltowani przeciw wszechwładzy Boga aniołowie zstępują na ziemię i planują wielką wojnę. Historia ta dała autorowi możliwość do filozoficznych rozważań nad ludzką i boską ułomnością oraz nad schematem rzeczy boskich, wytworzonym przez sztukę.
W utworze Wyspa pingwinów ukazał historię państwa pingwińskiego, będącą karykaturą dziejów Francji. W rok po otrzymaniu literackiej nagrody Nobla, w maju 1922 roku dzieła wszystkie Anatola France’a trafiły na listę Indeksu ksiąg zakazanych Kościoła katolickiego.
Twórca, dziś zapomniany i niewydawany, był za życia uznawany za najwybitniejszego prozaika swojej epoki.

### Nagroda Nobla
Anatole France jest laureatem Nagrody Nobla w dziedzinie literatury za rok 1921.
Z uzasadnienia Komitetu Noblowskiego: „za błyskotliwe osiągnięcia literackie wyróżniające się wykwintnością stylu, głębokim humanizmem i prawdziwie galijskim temperamentem”.

### Polskie tłumaczenia
Dzieła France’a tłumaczyli na język polski: Jadwiga Boelke, W. i J. Dąbrowscy, F. K., St. Godlewski, E. Ligocki, J. Mareschowa, F. Mirandola, H. Niemirowska, St. Popowski, J. Rogoziński, Jan Sten, T. Świstakowski, Z. Wróblewska. Ukazał się też „Wybór pism” w przekładzie Jana Stena (1904-1912), 9 t. (nowe wyd. od r. 1931, ze wstępem Jana Parandowskiego).

## Dzieła
Zbiory wierszy:
- Poèmes dorés (1873)
- Les Noces corinthiennes/Les Noces corinthiennes (1876)

Powieści i opowiadania:
- Jokasta (1879, wyd. pol. 1968)
- Zbrodnia Sylwestra Bonnard (1881, wyd. pol. 1922, 1931, 1949, 1959, 1983, 1996, 2005)
- Les Désirs de Jean Servien (1882)
- Zazulka (1883, wyd. pol. 1915, 1981, 1983, 2002)
- Nasze dzieci. Opowieści z miasta i ze wsi (1887, wyd. pol. 1922)
- Na kwiaty: książeczka dla dzieci (wyd. pol. 1907)
- Balthasar (1889), na język polski przetłumaczono opowiadanie Laeta Aecilia
- Tais (1890, wyd. pol. 1906, 1922, 1923, 1925, 1927, 1931, 1957)
- Kuglarz Najświętszej Panienki i inne nowelki (1892, wyd. pol. 1923)
- Gospoda pod Królową Gęsią Nóżką (1892, wyd. pol. 1904, 1923, 1931, 1950, 1966, 1975, 2006)
- Gospoda pod Królową Gęsią Nóżką: życie i czyny księdza Hieronima Coignarda (wyd. pol. 1924)
- Poglądy księdza Hieronima Coignarda (1893, wyd. pol. 1922, 1958, 1966)
- Czerwona lilia (1894, wyd. pol. 1921, 1960)
- Ogród Epikura (1895, wyd. pol. 1922)
- Le Puits de Sainte Claire (1895), na język polski przetłumaczono jedynie opowiadanie Święty satyr (1922) oraz Tajemnica krwi (1923)
- Historia współczesna (wyd. pol. 1956)
  - W cieniu wiązów (1897, wyd. pol. 1909, 1923, 1931, 1949)
  - Manekin trzcinowy (1897, wyd. pol. 1909, 1910, 1931, 1949)
  - Pierścień z ametystem (1899, wyd. pol. 1910, 1923, 1932, 1949)
  - Pan Bergeret w Paryżu (1901, wyd. pol. 1950),
- Clio (1900, wyd. pol. 1901)
- Nieskazitelni sędziowie i inne opowieści (1902, wyd. pol. 1950)
- Historia komiczna (1903, wyd. pol. 1904, 1922, 1962, 1993)
- Śpiewak z Kymei (wyd. pol. 1905)
- Na białym kamieniu (1905, wyd. pol. 1905, 1955)
- Crainquebille (1901, wyd. pol. 1923, 1972, 1975)
- Nowele (wyd. pol. 1905)
- Wyspa Pingwinów (1908, wyd. pol. 1909, 1923, 1931, 1987)
- Powiastki Kuby Kręcirożna (1908, wyd. pol. 1926)
- Siedem żon Sinobrodego, tudzież inne opowieści cudowne (1909, wyd. pol. 1922)
- Bogowie łakną krwi (1912, wyd. pol. 1912, 1923, 1931, 1959, 1985)
- Bunt aniołów (1914, wyd. pol. 1918, 1922, 1986)
- Wiosna życia: powieść (wyd. pol. 1923)

Eseje:
- Pamiętnik mego przyjaciela (1885, wyd. pol. 1911, 1935, 1949)
- Pierre Nozière (1899)
- Piotruś (1918, wyd. pol. 1920)
- La Vie en fleur (1922)

Sztuki teatralne:
- Au petit bonheur (1898)
- Crainquebille (1903)
- Komedia o człowieku który zaślubił niemowę (1908, wyd. pol. 1912, 1922)
- Le Mannequin d’osier (1928)

Prace historyczne:
- Vie de Jeanne d’Arc (1908)

Krytyka literacka:
- Alfred de Vigny (1869)
- Le Château de Vaux-le-Vicomte (1888)
- Le Génie latin (1913)

Krytyka społeczna:
- Opinions sociales (1902)
- Le Parti noir (1904)
- Kościół i Rzeczpospolita (1904, wyd. pol. 1907, 1911, 1959, 2009)
- Wybór pism (wyd. pol. 1904)
- Vers les temps meilleurs (1906)
- Pisma krytyczne (wyd. pol. 1907)
- Sur la voie glorieuse (1915)
- Trente ans de vie sociale; tom I, 1897-1904 (1949), tom II, 1905-1908 (1953), z komentarzem Claude’a Aveline’a; tom III, 1909-1914 (1964) i tom IV, 1915-1924 (1973)
- Ironie (wyd. pol. 1925)